# Морковкино (Кемеровская область)
Морковкино — деревня в Яшкинском районе Кемеровской области России. Входит в состав Пачинского сельского поселения.

## История
Основано в 1726 году. В 1911 году в деревне, входившей в состав Пачинской волости Томского уезда, имелось 50 дворов и проживало 243 человека (115 мужчин и 128 женщин). Имелась водяная мукомольная мельница.
По данным 1926 года имелось 106 хозяйств и проживало 482 человека (в основном — русские). Функционировала школа I ступени. В административном отношении деревня являлась центром Морковкинского сельсовета Поломошинского района Томского округа Сибирского края.

## География
Деревня находится в северной части Кемеровской области, в юго-восточной части Западно-Сибирской равнины, на берегах реки Писаной, вблизи места впадения в неё реки Еловки, на расстоянии примерно 16 километров (по прямой) к юго-востоку от посёлка городского типа Яшкино, административного центра района. Абсолютная высота — 121 метр над уровнем моря.

### Часовой пояс
Деревня Морковкино, как и вся Кемеровская область, находится в часовой зоне МСК+4. Смещение применяемого времени относительно UTC составляет +7:00.

## Население
| 2010 |
| ---- |
| 174  |

Гендерный состав
По данным Всероссийской переписи населения 2010 года в гендерной структуре населения мужчины составляли 51,1 %, женщины — соответственно 48,9 %.
Национальный состав
Согласно результатам переписи 2002 года, в национальной структуре населения русские составляли 87 % из 203 чел.

## Улицы
Уличная сеть деревни состоит из четырёх улиц и двух переулков.